# Karcag (distrikt)
Karcag är ett distrikt i Ungern. Det ligger i provinsen Jász-Nagykun-Szolnok, i den centrala delen av landet, 140 km öster om huvudstaden Budapest.